# 동양 철학
동양 철학(東洋哲學)은 인도, 이슬람, 중국,  일본, 한국 등 아시아의 철학이다. 동양이란 범주 자체가 하나의 범주 안에 묶기는 너무 다양한, 즉 오리엔탈리즘의 시각이 강하다고 현대에 와서 비판받고 있기 때문에(중동과 동북아시아를 한 범주로 묶는 것은 사실상 불가능하다) 다른 범주로 나눠야 할 필요성이 오래전부터 제기되고 있다. 한국에서는 동양철학 이란 말은 대체로 중국과 인도를 포괄하는 단어로 사용되고 있다. 유학, 노장철학, 불교 등이 강한 영향력을 가지고 있으며 약 BC 5세기 전후로부터 여러 학파를 통해 계승되어 왔다. 주로 다루게 되는 주제로는 윤리학, 우주론, 인식론 등이 있다.

## 같이 보기
- 서양 철학